# Hallenhuisboerderij (Gieterveen)
De hallenhuisboerderij in Gieterveen is een monumentale boerderij. Het pand is gelegen aan het Torenveen 2 in de Drentse plaats Gieterveen.

## Beschrijving
De boerderij, die uit de 17e eeuw zou dateren, ligt op een zandrug in het Drentse veenkoloniale gebied ten oosten van het riviertje De Hunze. De boerderij is van het hallenhuistype en is vorm gegeven in een traditioneel, ambachtelijke bouwstijl. Aan de overzijde van de Hunze ligt een soortgelijke 18e-eeuwse hallenhuisboerderij in Veenhof op een zandkop in het vroegere hoogveengebied. In de tuin voor de boerderij staan enkele afgeknotte wilgen. De boerderij werd in 1974 ingrijpend verbouwd door de Damster architect Smith. De entree van de boerderij bevindt zich in de krimp in de noordgevel. De voorgevel heeft twee zesruitsvensters en een kleiner venster op de benedenverdieping. In de geveltop bevinden zich twee vierruits zoldervensters. De vensters zijn voorzien van luiken. Boven op de geveltop bevindt zich op de nok van het dak een schoorsteen. Het dak is een afgewolfd zadeldak met een rieten dakbedekking en een onderste laag met dakpannen.
Bij de boerderij behoort een aan de zuidkant gelegen vrijstaand stookhok met zadeldak. Ook het stokhok heeft, evenals de boerderij, een gemetselde nokhoekschoorsteen. Het complex ligt in een hoek van de T-splitsing Torenveen en Torenveenseweg. Een ligusterheg en een berberishaag zorgen voor de afscheiding van het erf naar de beide wegen.

## Provinciaal monument
Het totale complex van boerderij en stookhok is erkend als provinciaal monument onder meer vanwege de cultuur- en architectuurhistorische waarde en de stedenbouwkundige waarde. De boerderij ligt op een markant punt op een zandrug in het vroeger hoogveengebied van de provincie Drenthe. Dit type boerderij is tamelijk zeldzaam. Het complex is wat betreft exterieur redelijk gaaf bewaard gebleven. Dat geldt echter niet voor de zuidelijke gevel aan de tuinzijde, die ingrijpende wijzigingen heeft ondergaan en buiten de aanwijzing tot provinciaal monument valt.